# ファミリーレストラン (お笑いコンビ)
ファミリーレストランは、日本のお笑いコンビ。ハラダとしもばやしの2人からなる。吉本興業所属。
コンビは1998年10月に結成。大阪NSC18期生（秋入学 Bクラス）。
滋賀県住みます芸人（2011年5月 - ）、米原市ビワマス応援大使（2013年5月 - ）、きらめき湖南天使（2013年7月 - ）。KUSATSU BOOSTERS（2013年8月 - ）、信楽たぬきの日PR大使（2013年11月 - ）など滋賀県内で14個の大使を務める。
旧コンビ名はジャンクション。

## メンバー
- ハラダ（本名：原田 良也（はらだ りょうや）、1976年11月8日 - ） 
  - ボケ担当。京都府出身。立命館大学中退。立ち位置は向かって左。

- しもばやし（本名：下林 朋央（しもばやし ともお）、1976年5月25日 - ）
  - ツッコミ担当。滋賀県出身。立命館大学卒業。立ち位置は右。
  - ラップユニット『S.S.Brothers』の「シーモザ・バヤシ」としても活動[3]。

## 経歴
サバンナは立命館高等学校・立命館大学の先輩。高校3年のときにお笑いサークルに入部する。大学2年のときにサバンナに誘われてNSCに入学した。当時旧京都花月の横の公園でよくサバンナと稽古していた。当時の芸名が『海原ますみ・ひろみ』。
『笑い飯のトランジスタラジオくん』（TBSラジオ）内のコーナー、M（マイジャー芸人）－1グランプリで2連覇を果たす。芸歴が長いにもかかわらず『オールザッツ漫才』（毎日放送）では現在のコンビ名になってもいまだにFootCut組(トーナメント)である。2010年になって初めて2回戦進出した。
2009年7月18日放送の『マヨブラジオ』（読売テレビ）における罰ゲームにより、『ファミリーレストラン』と改名させられることが決定した。7月26日より正式にコンビ名を『ファミリーレストラン』となった。
2011年5月16日より、47都道府県に芸人を住まわせて地域活性化を目指す吉本興業の「よしもとネタネットワーク あなたの街に住みますプロジェクト」という企画で滋賀県に拠点を移し活動中。
2020年8月、全国の住みます芸人がご当地ネタを競う「住みます-1ぐらんぷり」の初代チャンピオンとなる。

## 芸風
ネタはコントがメインだが、時折漫才を披露することもある。コントではハラダが演じるキャラクターの濃い人物に、しもばやしがツッコミを入れていくというパターンが主で、ブラックエンドが多い。滋賀県外でネタを披露する際、ハラダを中心に滋賀ネタを乱発する。
ハラダ・しもばやし共に一発ギャグを得意とする。ハラダの主なギャグは、「いらっしゃーせー」「なめてる?」「警察呼びますよ?」「あわよくば法廷に持ち込みますよ!」「UFO呼びますよ!」など。一方、しもばやしの主なギャグは、「すいまセカンド」「下ちゃんワイパー」「バックステップバーイ」「MAX」「大仏の頭でモーグル～」「かっこかっこかぎかっこ」など。
出囃子は、ビートルズ「アイ・ソー・ハー・スタンディング・ゼア」。

## 出演番組

### 現在のレギュラー
テレビ
- おやかまっさん「ファミリーレストランの行ってらっしゃ～っせ～」（隔週～月1回火曜　KBS京都テレビ）
- びわ湖カンパニー（びわ湖放送・eo光チャンネル）
- キラりん滋賀（火曜MC　びわ湖放送）
- おせっかいでスンマセ〜ン!宮川大輔の街道てくてく（びわ湖放送）

ラジオ
- ファミリーレストランの めちゃうま!（KBS京都ラジオ、2012年10月1日 - ）
- radiomax（エフエム滋賀、2011年9月9日 - ）
- GO BLACKS （エフエム滋賀）
- バス アングラーズRadio（KBS京都ラジオ、2019年10月4日 - ）しもばやし、長谷川耕司、道楽箱栗東店阪本店長 - 「20/4 Radio Cast しもちゃん、ジーコのナイスフィッシング」と同内容
- コベキャン☆プレスタ（KBS京都ラジオ、2019年10月4日 - ）福盛訓之、ハラダ、池田愛恵里　- 「20/4 プレスタ 【個別指導キャンパス】」と同内容

インターネット配信
- YNN47滋賀チャンネル （Ustream） 2011年5月16日〜 毎日22時より配信中

### 過去のレギュラー
テレビ
- ブラマヨ・チュートのまる金TV（読売テレビ）※映画いらっしゃ〜せ〜!
- なるトモ!（読売テレビ）
- マヨ★ブラ流（読売テレビ）
- マヨブラジオ（読売テレビ、2009年 - 2011年）
- BBCへいらっしゃっせ～（月曜 21:10 － 21:25　びわ湖放送、2012年4月2日 - 2012年10月1日）吉田恵子（BBC広報）。日までは21:10-21:15。
- 勇さんとファミリーレストランの健康アンチョコ～あなたの健康づくり応援します～（日曜 18:30 - 18:45　びわ湖放送、2012年7月15日 - ）同内容を繰返し数回放送　提供 滋賀県国民健康保険団体連合会
- ラボプラス（日曜 9:45 - 10:00 KBS京都、2012年11月11日 - 12月30日）商品を紹介する情報番組。福知山のスタジオで収録。えいと制作。
- ぽじポジたまご「ファミリーレストランおかえり!」→「ファミレスの滋賀のええとこ教えます」（隔週火曜　KBS京都）こめの
- ファミリーレストランのけんコロ（2016年7月 - 、びわ湖放送）

ラジオ
- 20/4 Radio Cast しもちゃん、ジーコのナイスフィッシング[6]（火曜 20:00 - 20:30 エフエム滋賀、2019年1月9日水曜 - 9月24日火曜）ファミリーレストラン しもばやし、長谷川耕司、道楽箱栗東店阪本店長※7月から火曜
- 20/4 プレスタ 【個別指導キャンパス】[7]（木曜 20:00 - 20:30 エフエム滋賀、2019年7月4日 - 9月26日）福盛訓之、ファミリーレストラン ハラダ、池田愛恵里※クイズの神様 【個別指導キャンパス】 岩井万実の後番組
- Happy!（金曜月イチ 7:00 － 13:00　エフエム滋賀）
- 笑顔がいっぱい商店街（火曜 13:30 － 14:53　エフエム滋賀、2015年7月14日 - ）

その他
- 爆笑オンエアバトル（NHK総合）戦績3勝5敗 最高449KB
- オンバト+（NHK総合）戦績0勝1敗 最高197KB
- よしもとサンサンTV（サンテレビ）
- 千鳥のぼっけぇTV!（GAORA）
- 桑原征平のおもしろ京都検定（KBS京都・関西テレビ☆京都チャンネル）
- 今ちゃんの「実は…」（朝日放送）‐　不定期出演

単発特別番組
- オールザッツ漫才（毎日放送）

## 出演DVD
- 新風baseよしもと　ネタトウタ
- 笑い飯･千鳥の大喜利ライブDVD
- baseよしもと　ネタトウタ　2007

## 単独ライブ
- 2003年
  - 11月28日 - 「吹田ジャンクション」（baseよしもと/大阪）　※初単独
- 2004年
  - 1月10日 - 「東大阪ジャンクション」（baseよしもと/大阪）
  - 3月14日 - 「松原ジャンクション」（baseよしもと/大阪）
  - 5月08日 - 「堺ジャンクション」（baseよしもと/大阪）
  - 6月18日 - 「京滋バイパス」（baseよしもと/大阪）
  - 7月16日 - 「助松ジャンクション｣（baseよしもと/大阪）
  - 8月16日 - 「京滋バイパス」（baseよしもと/大阪）
  - 9月24日 - 「りんくうジャンクション」（baseよしもと/大阪）
- 2005年
  - 3月19日 - 「米原ジャンクション」（baseよしもと/大阪）
  - 8月14日 - 「一宮ジャンクション」（baseよしもと/大阪）
  - 11月16日 - 「尾張一宮PA」（baseよしもと/大阪）
- 2006年
  - 11月07日 - 「小牧ジャンクション」（baseよしもと/大阪）
- 2007年
  - 2月03日 - 「豊田東ジャンクション」（baseよしもと/大阪）
  - 5月11日 - 「土岐ジャンクション」（baseよしもと/大阪）
  - 6月06日 - 「上社ジャンクション」（baseよしもと/大阪）
  - 10月11日 - 「漫才ライブ - 美濃関ジャンクション」（baseよしもと/大阪）
- 2008年
  - 1月19日 - 「飛騨清見ジャンクション」（baseよしもと/大阪）
- 2009年
  - 3月21日 - 「千日前ジャンクション」（ヨシモト∞ホール大阪）
  - 5月23日 - 「千日前ジャンクション」（ヨシモト∞ホール大阪）
- 2010年
  - 9月20日 - 「ファミリーレストラン トリイホール店〜いらっしゃせ〜今回はいつもと違うとこでやりますワイパ〜」（トリイホール）